# Luboš Zajíček
Luboš Zajíček, známý též pod přezdívkou Bob Zajíček, (6. října 1938 Humpolec – 2. února 2025) byl český jazzový trumpetista, kornetista, hudební aranžér a publicista. 
Od roku 1975 pracoval jako umělecký vedoucí jazzové kapely Classic jazz kolegium. Sedmnáct let hrál po boku klarinetisty Pavla Smetáčka v kapele Traditional Jazz Studio. Patřil mezi zakladatelské osobnosti českého tradičního jazzu, rovněž byl také hudebním publicistou. Na rozhlasové stanici Český rozhlas Vltava pravidelně připravoval pořad Jazzofon (Jazzophone) věnovaný tradičnímu jazzu.
Zemřel 2. února 2025 ve věku 86 let.